# جون أرفيد لي
جون أرفيد لي (بالنرويجية البوكمول: Jon A. Lea)‏ هو موظف مدني نرويجي، ولد في 9 سبتمبر 1948.